# Daïra de Guelaât Bou Sbaâ
 (décembre 2013).
Si vous disposez d'ouvrages ou d'articles de référence ou si vous connaissez des sites web de qualité traitant du thème abordé ici, merci de compléter l'article en donnant les références utiles à sa vérifiabilité et en les liant à la section « Notes et références ».
La daïra de Guelaât Bou Sbaâ est une circonscription administrative algérienne située dans la wilaya de Guelma. Son chef-lieu est situé sur la commune éponyme de Guelaât Bou Sbaâ.
La daïra regroupe les six communes:
- Guelaât Bou Sbaâ
- Nechmaya
- Djeballah Khemissi
- Boumahra Ahmed
- Beni Mezline
- Belkheir